# Aurinia corymbosa
Aurinia corymbosa är en korsblommig växtart som beskrevs av August Heinrich Rudolf Grisebach. Aurinia corymbosa ingår i släktet praktstenörter, och familjen korsblommiga växter. Inga underarter finns listade i Catalogue of Life.